# Ashim Chatterjee
Ashim Chatterjee är en indisk politiker. Han började sin politiska karriär som studentagitator inom CPI(ML) i Calcutta.
Chattejee bröt med Charu Majumdar 1971 sedan försöken att bygga upp en väpnad rörelse i Debra-Gopiballavburområdet i Västbengalen misslyckats samt på grund av CPI(ML):s motstånd mot självständighetssträvandena i det blivande Bangladesh. Chatterjee bildade då Bengal-Bihar-Orissa, gränsöverskridande regionalkommitté, CPI(ML) som en egen fraktion. Hans grupp slöt sig sedan till Satayanarayan Singhs fraktion av CPI (ML). Senare bildade Chatterjee Communist Revolutionary League of India.